# Marien de Roccacasale
Marien de Roccacasale (Roccacasale, 14 juin 1778 - Bellegra, 31 mai 1866) est un franciscain italien reconnu bienheureux par l'Église catholique.

## Biographie
Marien de Roccasale nait le 14 juin 1778 à Roccacasale dans la région montagneuse des Abruzzes en Italie au sein d'une famille rurale profondément croyante.
Dès sa jeunesse, il vit dans l'esprit de pauvreté, fidèle à la tradition franciscaine, ordre qu'il rejoint à l'âge de 23 ans, en 1802, au couvent d'Arisquia, où il restera 12 ans.
Toutefois, il n'y trouve pas tout à fait le milieu qui convient à ses aspirations, d'autant plus que la période troublée qu'il vit est marquée par des suppressions d'institutions religieuses et des persécutions. Il entend alors parler de la retraite de Bellegra où il obtient, auprès de ses supérieurs, d'être transféré.
Là, il retrouve le silence, et la paix du cœur. Il se rapproche donc du Christ pauvre et crucifié en la personne de ses frères humains.
Il reste à Bellegra pendant quarante ans, comme frère tourier, chargé d'accueillir les pauvres, les pèlerins, les voyageurs. Il meurt le 31 mai 1866.

## Spiritualité
Répandant autour de lui la simplicité et la joie franciscaines, il exerce l'hospitalité sans se lasser, réconfortant les uns et les autres, priant pour et avec tous. Il reste de longues heures en adoration devant le Saint Sacrement, et répand la paix partout autour de lui, par son humilité et sa foi profonde, répondant parfaitement au verset du Nouveau Testament : « Le Dieu de la paix sera avec vous ! » (Ph 4,9).

## Béatification
Le 3 octobre 1999 par le pape Jean-Paul II, en même temps que Diego Oddi, sa fête est le 31 mai.

## Source
- L'Osservatore Romano : 1999 n. 40, p. 1-3  -  n. 41, p. 2